# 德國航空太空中心

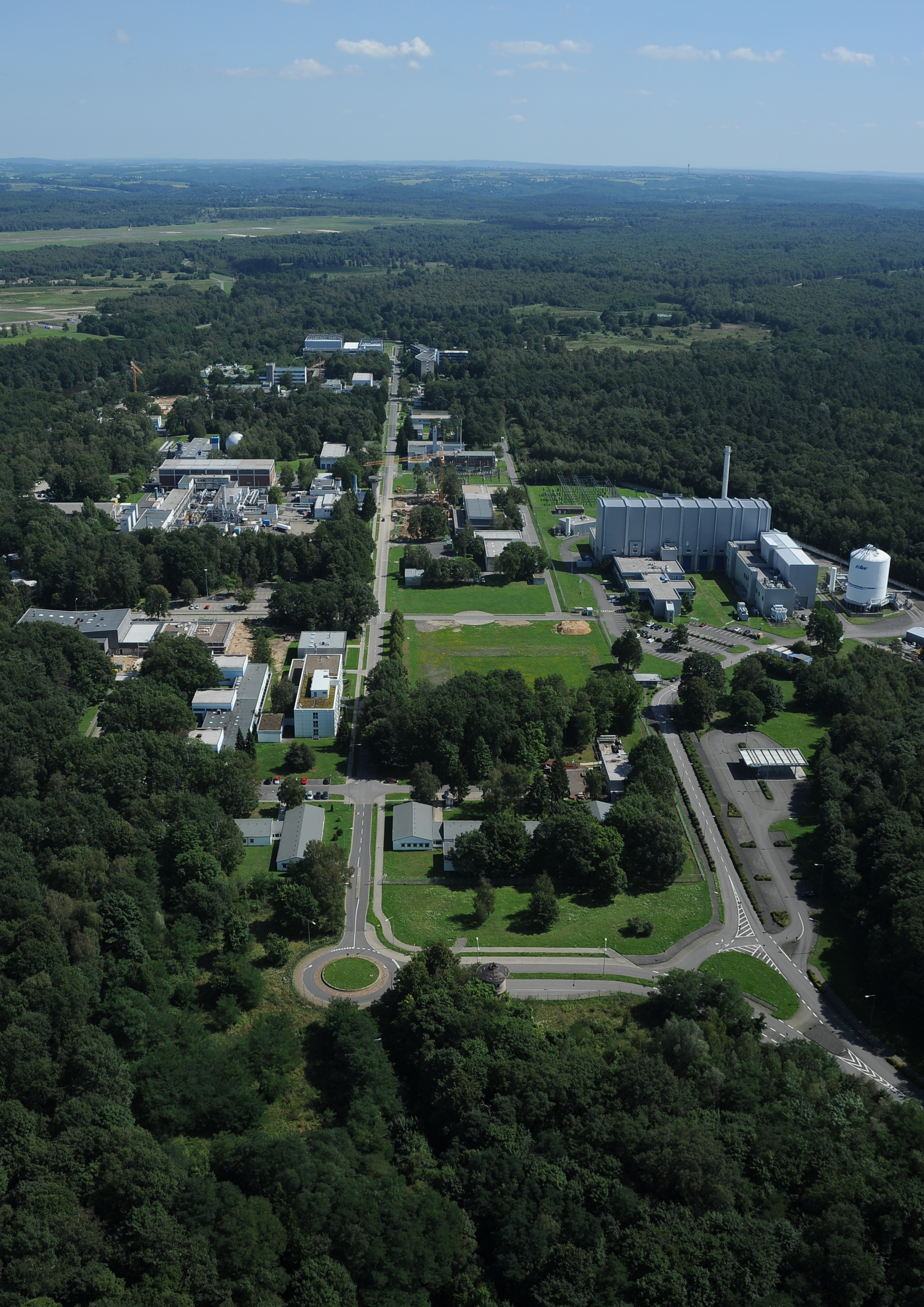
德國航空太空中心在科隆的總部

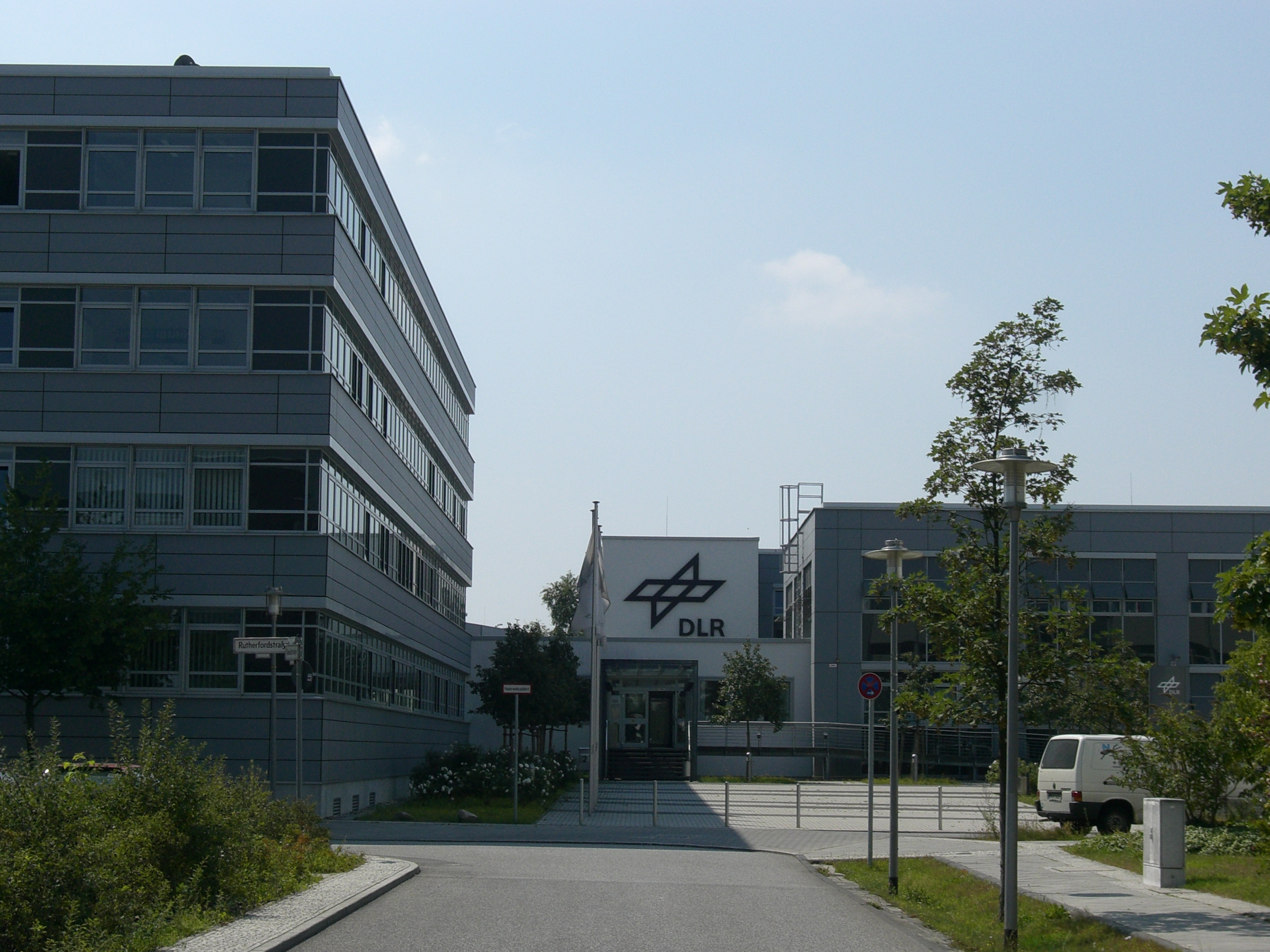
德國航空太空中心在柏林的辦公室

德國航空太空中心（德語：Deutsches Zentrum für Luft- und Raumfahrt e.V.），又译德国宇航院，是德國的國家級航天、能源與交通運輸研究機構，總部設在科隆，並且設有多座分支機構。德國航空太空中心和許多國內或者國際的單位合作從事廣泛的研究，主要任務是地球與太陽系探索，以及開發保護環境的科技、通訊、交通運輸與能源。

## 組織
德國航空太空中心有約6200名人員，包括29座研究機構分散在全德國13座城市；在布魯塞爾、巴黎及華盛頓特區都設有辦公室。德國航空太空中心是歐洲太空總署的主要資金貢獻者，也是太空資訊系統諮詢委員會（Consultative Committee for Space Data Systems, CCSDS）與亥姆霍茲聯合會的成員。

## 研究
德國航空太空中心正在進行中的太空任務有火星快車號、重力回復及氣候實驗衛星、伽利略定位系統、太空梭雷達地形測量任務（Shuttle Radar Topography Mission, SRTM）、TerraSAR-X、同溫層紅外線天文台與國際太空站。

## 外部連結
- DLR官方網站（德文） （页面存档备份，存于）
- DLR官方網站（英文） （页面存档备份，存于）